# Le Cercueil
Pour les articles homonymes, voir Cercueil (homonymie).
Le Cercueil est une commune française, située dans le département de l'Orne en région Normandie, peuplée de 145 habitants.

## Géographie
| La Bellière       | Montmerrei  | Saint-Hilaire-la-Gérard           |
| La Lande-de-Goult | du Cercueil | Saint-Hilaire-la-Gérard           |
| Tanville          | Tanville    | Saint-Hilaire-la-Gérard, Tanville |

### Hydrographie
La commune est située dans le bassin Seine-Normandie. Elle est drainée par la Thouane, le fossé 01 du Parc au Coq, le ruisseau d'Aprel, le ruisseau de Blanchelande, le ruisseau des Vallées et le ruisseau du Cercueil,,.
La Thouane, d'une longueur de 18 km, prend sa source dans la commune de Tanville, dans la forêt d'Écouves près du hameau des Bruyères, et se jette  dans l'Orne à Mortrée, après avoir traversé quatre communes. 
Un plan d'eau complète le réseau hydrographique : l'étang de Blanchelande, d'une superficie totale de 3,7 ha (0,88 ha sur la commune),.

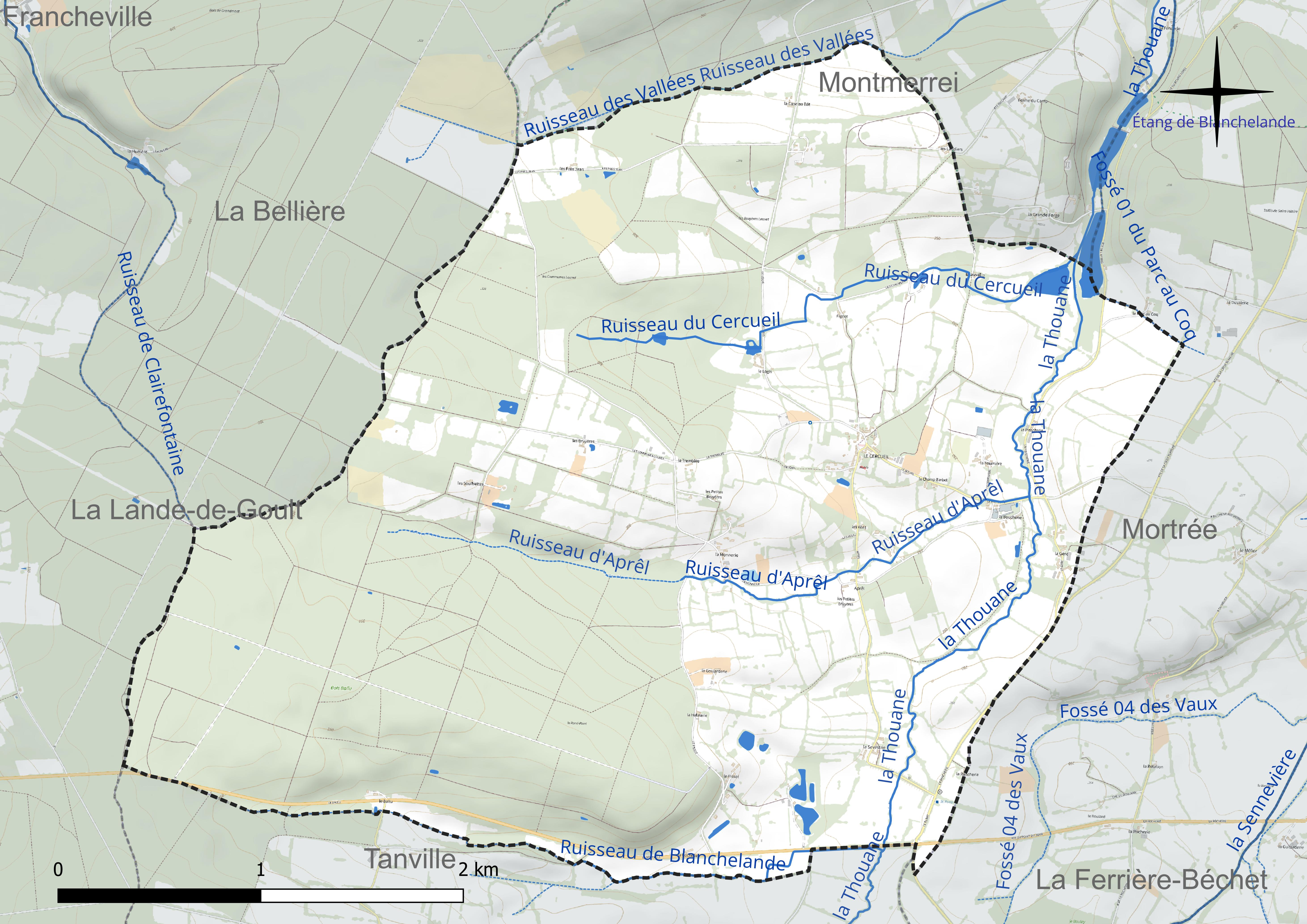
Réseau hydrographique du Cercueil.

### Climat
Pour des articles plus généraux, voir Climat de la Normandie et Climat de l'Orne.
En 2010, le climat de la commune est de type climat océanique dégradé des plaines du Centre et du Nord, selon une étude du CNRS s'appuyant sur une série de données couvrant la période 1971-2000. En 2020, Météo-France publie une typologie des climats de la France métropolitaine dans laquelle la commune est dans une zone de transition entre le climat océanique et le climat océanique altéré et est dans la région climatique Normandie (Cotentin, Orne), caractérisée par une pluviométrie relativement élevée (850 mm/a) et un été frais (15,5 °C) et venté. Parallèlement le GIEC normand, un groupe régional d’experts sur le climat, différencie quant à lui, dans une étude de 2020, trois grands types de climats pour la région Normandie, nuancés à une échelle plus fine par les facteurs géographiques locaux. La commune est, selon ce zonage, exposée à un « climat contrasté des collines », correspondant au Bocage normand, bien arrosé, voire très arrosé sur les reliefs les plus exposés au flux d’ouest, et frais en raison de l’altitude.
Pour la période 1971-2000, la température annuelle moyenne est de 10,2 °C, avec une amplitude thermique annuelle de 14,2 °C. Le cumul annuel moyen de précipitations est de 797 mm, avec 12,6 jours de précipitations en janvier et 7,5 jours en juillet. Pour la période 1991-2020, la température moyenne annuelle observée sur la station météorologique la plus proche, située sur la commune d'Argentan à 17 km à vol d'oiseau, est de 11,1 °C et le cumul annuel moyen de précipitations est de 691,9 mm,. Pour l'avenir, les paramètres climatiques de la commune estimés pour 2050 selon différents scénarios d’émission de gaz à effet de serre sont consultables sur un site dédié publié par Météo-France en novembre 2022.

## Urbanisme

### Typologie
Au 1er janvier 2024, Le Cercueil est catégorisée commune rurale à habitat très dispersé, selon la nouvelle grille communale de densité à sept niveaux définie par l'Insee en 2022.
Elle est située hors unité urbaine. Par ailleurs la commune fait partie de l'aire d'attraction d'Alençon, dont elle est une commune de la couronne,. Cette aire, qui regroupe 89 communes, est catégorisée dans les aires de 50 000 à moins de 200 000 habitants,.

### Occupation des sols
L'occupation des sols de la commune, telle qu'elle ressort de la base de données européenne d’occupation biophysique des sols Corine Land Cover (CLC), est marquée par l'importance des territoires agricoles (60,4 % en 2018), une proportion identique à celle de 1990 (60,4 %). La répartition détaillée en 2018 est la suivante : 
prairies (52,2 %), forêts (39,6 %), terres arables (8,2 %). L'évolution de l’occupation des sols de la commune et de ses infrastructures peut être observée sur les différentes représentations cartographiques du territoire : la carte de Cassini (XVIIIe siècle), la carte d'état-major (1820-1866) et les cartes ou photos aériennes de l'IGN pour la période actuelle (1950 à aujourd'hui).

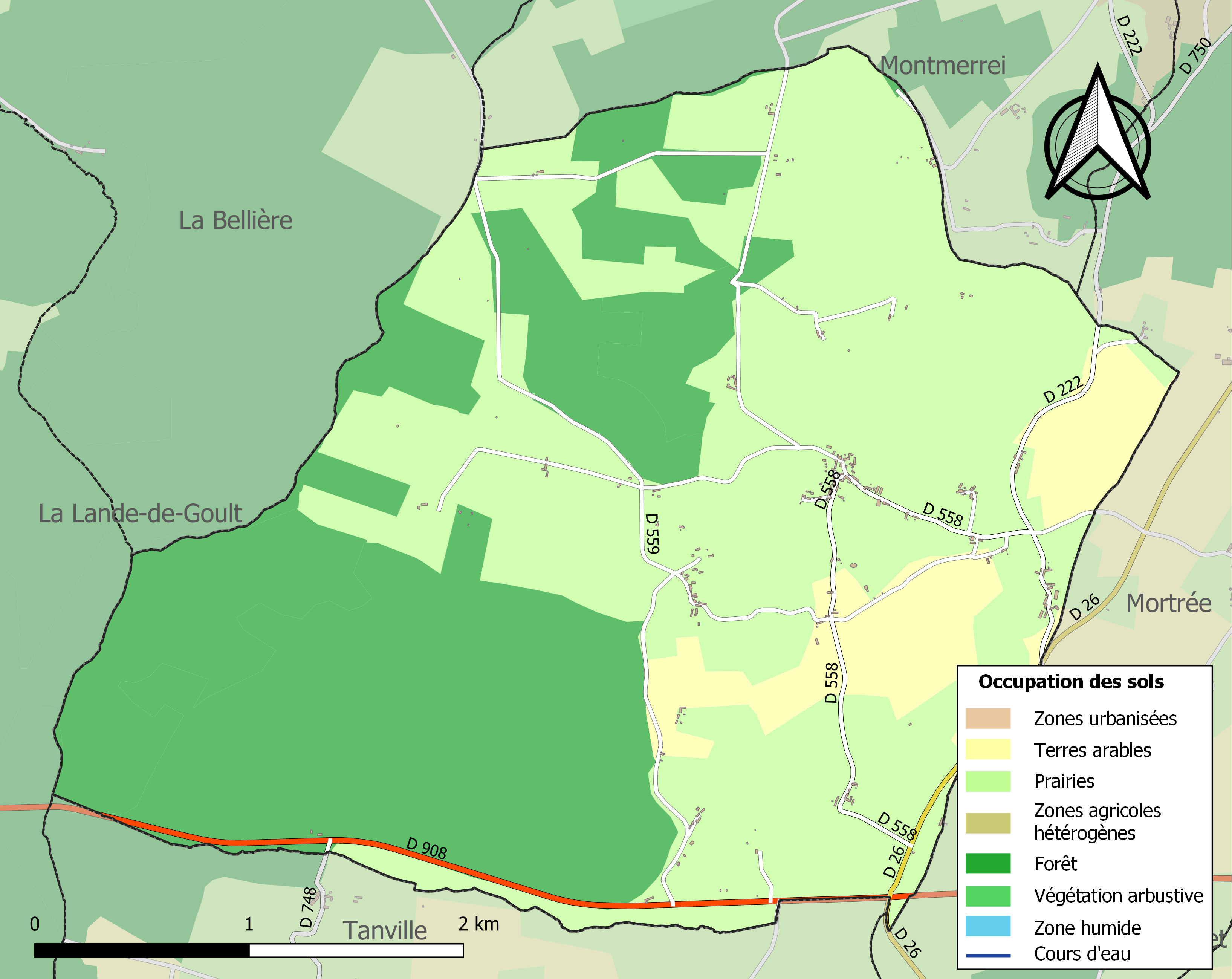
Carte des infrastructures et de l'occupation des sols de la commune en 2018 (CLC).

## Toponymie
Le nom de la localité est attesté sous la forme Sarcofago en 1180.
De l'ancien français sarqueu, sarcueul « cercueil de pierre, sarcophage », issu du grec sarcophagus passé dans le latin sarcofagus. Par extension « cimetière ».

## Politique et administration
| Période                                  | Période   | Identité            | Étiquette | Qualité                                         |
| ---------------------------------------- | --------- | ------------------- | --------- | ----------------------------------------------- |
| 1983                                     | juin 1995 | Pierre Orange       | -         | -                                               |
| juin 1995                                | mars 2008 | Françoise Bouvet    | SE        | Personnel de direction de l'Éducation nationale |
| mars 2008                                | En cours  | Stelliane Bettefort | SE        | Retraitée                                       |
| Les données manquantes sont à compléter. |           |                     |           |                                                 |

## Démographie
L'évolution du nombre d'habitants est connue à travers les recensements de la population effectués dans la commune depuis 1793. Pour les communes de moins de 10 000 habitants, une enquête de recensement portant sur toute la population est réalisée tous les cinq ans, les populations de référence des années intermédiaires étant quant à elles estimées par interpolation ou extrapolation. Pour la commune, le premier recensement exhaustif entrant dans le cadre du nouveau dispositif a été réalisé en 2006.
En 2022, la commune comptait 145 habitants, en évolution de +4,32 % par rapport à 2016 (Orne : −3,21 %, France hors Mayotte : +2,11 %).
Le Cercueil a compté jusqu'à 477 habitants en 1806.
| 1793 | 1800 | 1806 | 1821 | 1836 | 1841 | 1846 | 1851 | 1856 |
| ---- | ---- | ---- | ---- | ---- | ---- | ---- | ---- | ---- |
| 420  | 423  | 477  | 445  | 402  | 391  | 373  | 392  | 357  |

| 1861 | 1866 | 1872 | 1876 | 1881 | 1886 | 1891 | 1896 | 1901 |
| ---- | ---- | ---- | ---- | ---- | ---- | ---- | ---- | ---- |
| 388  | 355  | 340  | 332  | 292  | 310  | 287  | 296  | 262  |

| 1906 | 1911 | 1921 | 1926 | 1931 | 1936 | 1946 | 1954 | 1962 |
| ---- | ---- | ---- | ---- | ---- | ---- | ---- | ---- | ---- |
| 244  | 247  | 215  | 205  | 203  | 200  | 221  | 172  | 189  |

| 1968 | 1975 | 1982 | 1990 | 1999 | 2006 | 2011 | 2016 | 2021 |
| ---- | ---- | ---- | ---- | ---- | ---- | ---- | ---- | ---- |
| 145  | 179  | 145  | 120  | 143  | 148  | 143  | 139  | 141  |

| 2022 | - | - | - | - | - | - | - | - |
| ---- | - | - | - | - | - | - | - | - |
| 145  | - | - | - | - | - | - | - | - |

## Lieux et monuments
- Église Notre-Dame-de-la-Visitation (XIXe siècle).
- Menhir de la Tremblaie.
- Manoir du Vieux Logis : manoir seigneurial du XIIe siècle[réf. nécessaire], avec tour d'escalier, colombier, pressoir à longue étreinte, douves et étang.

## Personnalités liées à la commune
- Joseph Lefrou né au Cercueil le 9 avril 1771 mort à Blois le 6 juin 1840, prêtre, médecin et botaniste. Il est l'auteur d'un Tableau indicatif de la commune du Cercueil (2 registres manuscrits rédigés vers 1796-1797 et conservés dans les archives municipales) et d'un Catalogue des plantes de Loir-et-Cher publié en 1836. Curé de Fontaines-en-Sologne de 1809 à 1819 et de Cour-Cheverny de 1820 à 1838, l'herbier qu'il avait constitué tout au long de son ministère fait aujourd'hui partie des collections du Jardin des Plantes d'Angers[29],[30].